# Torneo Clausura 2005 (Ecuador)
El Torneo Clausura 2005, conocido comercialmente como «Copa Pilsener 2005», fue la 47.ª edición del campeonato nacional de fútbol profesional en Ecuador. El torneo contó con la participación de 10 equipos, el campeón clasificó a la Copa Libertadores 2006 y el último descendió a la Serie B, los dos primeros de la Liguilla final clasificaron a la Copa Libertadores 2006. La competencia se celebró entre el 29 de julio y el 21 de diciembre.
El Nacional se proclamó campeón nacional del Torneo Clausura 2005, obtuvo el 12.º título de su historia. El campeón de cada torneo (Apertura y Clausura) consiguió un cupo directo para la Copa Libertadores 2006. El vicecampeón del torneo Clausura consiguió un cupo directo para la Primera fase de la Copa Libertadores 2006.

## Sistema de juego
El segundo torneo de 2005 no repitió el esquema seguido en el Torneo Apertura 2005.
Esta vez los 10 equipos de la máxima división del fútbol nacional jugaron una modalidad todos contra todos. Al final de la disputa de los 18 partidos, el equipo ubicado en el último lugar descendió de manera automática a la Serie B.
Los 6 equipos ubicados en los primeros lugares, clasificaron de manera automática a la Liguilla final del campeonato. Los equipos que quedaron en las ubicaciones 7, 8 y 9 de la tabla terminaron su participación en el año y perdieron la posibilidad de disputar la siguiente fase del Torneo Clausura.
Los 6 equipos jugaron un total de 10 partidos cada uno, luego de lo que el equipo ubicado en primer lugar se consagró como campeón del torneo y clasificó a la Copa Libertadores como la segunda siembra del Ecuador en la contienda internacional. El equipo ubicado como segundo entró como el tercer clasificado por Ecuador 3 a la Copa Libertadores 2006.

## Relevo de clubes
| Pos | Ascendido a la Serie A         |
| --- | ------------------------------ |
| 1.º | Espoli (Campeón de la Serie B) |

| Pos  | Descendido a la Serie B                                     |
| ---- | ----------------------------------------------------------- |
| 10.º | Deportivo Quevedo (Último puesto de la Tabla de Posiciones) |

## Datos de los clubes
Tomaron parte en las competición 10 equipos, entre ellos se destacó el retorno del histórico Club Deportivo Espoli, tras 9 meses ausente de la categoría.
| Equipo           | Ciudad              | Provincia       |
| ---------------- | ------------------- | --------------- |
| Aucas            | Quito               | Pichincha       |
| Barcelona        | Guayaquil           | Guayas          |
| Deportivo Cuenca | Cuenca              | Azuay           |
| Deportivo Quito  | Quito               | Pichincha       |
| El Nacional      | Quito               | Pichincha       |
| Emelec           | Guayaquil / Machala | Guayas / El Oro |
| Espoli           | Cayambe             | Pichincha       |
| Liga de Loja     | Loja                | Loja            |
| Liga de Quito    | Quito               | Pichincha       |
| Olmedo           | Riobamba            | Chimborazo      |

## Todos contra todos

### Clasificación
| Pos. | Equipo           | Pts. | PJ | G | E | P  | GF | GC | Dif. | Clasificación o descenso          |
| ---- | ---------------- | ---- | -- | - | - | -- | -- | -- | ---- | --------------------------------- |
| 1    | El Nacional      | 31   | 18 | 9 | 4 | 5  | 42 | 27 | +15  | Clasificados a la Liguilla final. |
| 2    | Aucas            | 29   | 18 | 9 | 2 | 7  | 28 | 21 | +7   | Clasificados a la Liguilla final. |
| 3    | Olmedo           | 27   | 18 | 7 | 6 | 5  | 25 | 23 | +2   | Clasificados a la Liguilla final. |
| 4    | Deportivo Cuenca | 27   | 18 | 6 | 9 | 3  | 19 | 19 | 0    | Clasificados a la Liguilla final. |
| 5    | Liga de Quito    | 26   | 18 | 7 | 5 | 6  | 25 | 20 | +5   | Clasificados a la Liguilla final. |
| 6    | Barcelona        | 26   | 18 | 7 | 5 | 6  | 26 | 25 | +1   | Clasificados a la Liguilla final. |
| 7    | Espoli           | 23   | 18 | 7 | 2 | 9  | 29 | 31 | −2   |                                   |
| 8    | Deportivo Quito  | 23   | 18 | 5 | 8 | 5  | 21 | 27 | −6   |                                   |
| 9    | Emelec           | 21   | 18 | 5 | 6 | 7  | 20 | 25 | −5   |                                   |
| 10   | Liga de Loja (D) | 11   | 18 | 2 | 5 | 11 | 22 | 39 | −17  | Descendió a la Serie B.           |

 Fuente: FEF
Criterios de clasificación: 1) Puntos; 2) Diferencia de gol; 3) Goles anotados; 4) Goles de visitante; 5) Sorteo.
| +3 | El primer lugar de la fase Todos contra todos recibió tres puntos de bonificación en la Liguilla final. |
| +2 | El segundo lugar de la fase Todos contra todos recibió dos puntos de bonificación en la Liguilla final. |
| +1 | El tercer lugar de la fase Todos contra todos recibió un punto de bonificación en la Liguilla final.    |

### Partidos y resultados
| Fecha 1      | Fecha 1   | Fecha 1          |
| Equipo Local | Resultado | Equipo Visitante |
| ------------ | --------- | ---------------- |
| D.Cuenca     | 0-0       | LDU(Q)           |
| Aucas        | 0-0       | Olmedo           |
| D.Quito      | 2-3       | Barcelona        |
| El Nacional  | 2-1       | LDU(L)           |
| Emelec       | 6-1       | Espoli           |

| Fecha 2      | Fecha 2   | Fecha 2          |
| Equipo Local | Resultado | Equipo Visitante |
| ------------ | --------- | ---------------- |
| Olmedo       | 2-0       | Emelec           |
| Espoli       | 0-0       | D.Cuenca         |
| LDU(L)       | 1-2       | Aucas            |
| LDU(Q)       | 1-1       | D.Quito          |
| Barcelona    | 3-3       | El Nacional      |

| Fecha 3      | Fecha 3   | Fecha 3          |
| Equipo Local | Resultado | Equipo Visitante |
| ------------ | --------- | ---------------- |
| Aucas        | 0-3       | El Nacional      |
| LDU(Q)       | 3-2       | Espoli           |
| D.Quito      | 1-0       | Olmedo           |
| D.Cuenca     | 0-0       | Barcelona        |
| Emelec       | 1-1       | LDU(L)           |

| Fecha 4      | Fecha 4   | Fecha 4          |
| Equipo Local | Resultado | Equipo Visitante |
| ------------ | --------- | ---------------- |
| LDU(L)       | 0-1       | D.Quito          |
| Espoli       | 0-2       | Aucas            |
| El Nacional  | 3-0       | Emelec           |
| Olmedo       | 1-1       | D.Cuenca         |
| Barcelona    | 1-0       | LDU(Q)           |

| Fecha 5      | Fecha 5   | Fecha 5          |
| Equipo Local | Resultado | Equipo Visitante |
| ------------ | --------- | ---------------- |
| D.Cuenca     | 3-2       | LDU(L)           |
| Espoli       | 2-1       | Barcelona        |
| LDU(Q)       | 1-2       | Olmedo           |
| D.Quito      | 2-4       | El Nacional      |
| Emelec       | 2-1       | Aucas            |

| Fecha 6      | Fecha 6   | Fecha 6          |
| Equipo Local | Resultado | Equipo Visitante |
| ------------ | --------- | ---------------- |
| LDU(L)       | 2-2       | LDU(Q)           |
| Aucas        | 0-1       | D.Quito          |
| El Nacional  | 0-0       | D.Cuenca         |
| Emelec       | 2-1       | Barcelona        |
| Olmedo       | 2-2       | Espoli           |

| Fecha 7      | Fecha 7   | Fecha 7          |
| Equipo Local | Resultado | Equipo Visitante |
| ------------ | --------- | ---------------- |
| D.Cuenca     | 2-1       | Aucas            |
| Espoli       | 1-0       | LDU(L)           |
| Barcelona    | 2-1       | Olmedo           |
| D.Quito      | 2-2       | Emelec           |
| LDU(Q)       | 2-1       | El Nacional      |

| Fecha 8      | Fecha 8   | Fecha 8          |
| Equipo Local | Resultado | Equipo Visitante |
| ------------ | --------- | ---------------- |
| LDU(L)       | 1-1       | Barcelona        |
| D.Quito      | 2-0       | Espoli           |
| El Nacional  | 2-1       | Olmedo           |
| Aucas        | 2-1       | LDU(Q)           |
| Emelec       | 0-1       | D.Cuenca         |

| Fecha 9      | Fecha 9   | Fecha 9          |
| Equipo Local | Resultado | Equipo Visitante |
| ------------ | --------- | ---------------- |
| LDU(Q)       | 0-0       | Emelec           |
| D.Cuenca     | 1-1       | D.Quito          |
| Olmedo       | 3-2       | LDU(L)           |
| Espoli       | 1-3       | El Nacional      |
| Barcelona    | 2-0       | Aucas            |

| Fecha 10     | Fecha 10  | Fecha 10         |
| Equipo Local | Resultado | Equipo Visitante |
| ------------ | --------- | ---------------- |
| LDU(L)       | 2-3       | Olmedo           |
| El Nacional  | 4-3       | Espoli           |
| D.Quito      | 1-1       | D.Cuenca         |
| Aucas        | 2-0       | Barcelona        |
| Emelec       | 1-0       | LDU(Q)           |

| Fecha 11     | Fecha 11  | Fecha 11         |
| Equipo Local | Resultado | Equipo Visitante |
| ------------ | --------- | ---------------- |
| Espoli       | 5-0       | D.Quito          |
| Olmedo       | 2-0       | El Nacional      |
| Barcelona    | 2-0       | LDU(L)           |
| LDU(Q)       | 0-3       | Aucas            |
| D.Cuenca     | 1-0       | Emelec           |

| Fecha 12     | Fecha 12  | Fecha 12         |
| Equipo Local | Resultado | Equipo Visitante |
| ------------ | --------- | ---------------- |
| LDU(L)       | 2-1       | Espoli           |
| Olmedo       | 1-1       | Barcelona        |
| Aucas        | 2-3       | D.Cuenca         |
| El Nacional  | 2-3       | LDU(Q)           |
| Emelec       | 2-0       | D.Quito          |

| Fecha 13     | Fecha 13  | Fecha 13         |
| Equipo Local | Resultado | Equipo Visitante |
| ------------ | --------- | ---------------- |
| Espoli       | 2-3       | Olmedo           |
| LDU(Q)       | 3-0       | LDU(L)           |
| D.Quito      | 1-1       | Aucas            |
| Barcelona    | 1-1       | Emelec           |
| D.Cuenca     | 1-1       | El Nacional      |

| Fecha 14     | Fecha 14  | Fecha 14         |
| Equipo Local | Resultado | Equipo Visitante |
| ------------ | --------- | ---------------- |
| LDU(L)       | 2-2       | D.Cuenca         |
| Aucas        | 2-1       | Emelec           |
| El Nacional  | 1-2       | D.Quito          |
| Olmedo       | 0-3       | LDU(Q)           |
| Barcelona    | 0-1       | Espoli           |

| Fecha 15     | Fecha 15  | Fecha 15         |
| Equipo Local | Resultado | Equipo Visitante |
| ------------ | --------- | ---------------- |
| Emelec       | 0-0       | El Nacional      |
| Aucas        | 1-2       | Espoli           |
| LDU(Q)       | 3-0       | Barcelona        |
| D.Quito      | 1-1       | LDU(L)           |
| D.Cuenca     | 0-1       | Olmedo           |

| Fecha 16     | Fecha 16  | Fecha 16         |
| Equipo Local | Resultado | Equipo Visitante |
| ------------ | --------- | ---------------- |
| El Nacional  | 2-4       | Aucas            |
| Olmedo       | 2-2       | D.Quito          |
| LDU(L)       | 4-0       | Emelec           |
| Espoli       | 2-0       | LDU(Q)           |
| Barcelona    | 5-0       | D.Cuenca         |

| Fecha 17     | Fecha 17  | Fecha 17         |
| Equipo Local | Resultado | Equipo Visitante |
| ------------ | --------- | ---------------- |
| D.Cuenca     | 1-0       | Espoli           |
| El Nacional  | 4-1       | Barcelona        |
| Aucas        | 4-0       | LDU(L)           |
| Emelec       | 1-1       | Olmedo           |
| D.Quito      | 1-1       | LDU(Q)           |

| Fecha 18     | Fecha 18  | Fecha 18         |
| Equipo Local | Resultado | Equipo Visitante |
| ------------ | --------- | ---------------- |
| LDU(Q)       | 2-0       | D.Cuenca         |
| Barcelona    | 2-0       | D.Quito          |
| Olmedo       | 0-1       | Aucas            |
| LDU(L)       | 1-7       | El Nacional      |
| Espoli       | 4-1       | Emelec           |

## Liguilla final

### Posiciones
| Pos. | Equipo           | Pts. | PJ | G | E | P | GF | GC | Dif. | Clasificación                                   |
| ---- | ---------------- | ---- | -- | - | - | - | -- | -- | ---- | ----------------------------------------------- |
| 1    | El Nacional (C)  | 25   | 10 | 7 | 1 | 2 | 23 | 9  | +14  | Campeón. Clasificado a la Copa Libertadores.    |
| 2    | Deportivo Cuenca | 20   | 10 | 6 | 2 | 2 | 12 | 10 | +2   | Subcampeón. Clasificado a la Copa Libertadores. |
| 3    | Liga de Quito    | 17   | 10 | 5 | 2 | 3 | 20 | 13 | +7   | Clasificado a la Copa Libertadores.             |
| 4    | Aucas            | 12   | 10 | 3 | 1 | 6 | 17 | 24 | −7   |                                                 |
| 5    | Olmedo           | 9    | 10 | 2 | 2 | 6 | 7  | 15 | −8   |                                                 |
| 6    | Barcelona        | 8    | 10 | 2 | 2 | 6 | 6  | 14 | −8   |                                                 |

 Fuente: FEF
Criterios de clasificación: 1) Puntos; 2) Diferencia de gol; 3) Goles anotados; 4) Goles de visitante; 5) Sorteo.
Notas:
1. ↑  El primer lugar de la fase Todos contra todos recibió tres puntos de bonificación en la Liguilla final.
2. ↑  El segundo lugar de la fase Todos contra todos recibió dos puntos de bonificación en la Liguilla final.
3. ↑  El tercer lugar de la fase Todos contra todos recibió un punto de bonificación en la Liguilla final.

### Partidos y resultados
| Fecha 1      | Fecha 1   | Fecha 1          |
| Equipo Local | Resultado | Equipo Visitante |
| ------------ | --------- | ---------------- |
| Aucas        | 1-1       | Olmedo           |
| D.Cuenca     | 0-0       | LDU(Q)           |
| Barcelona    | 0-0       | El Nacional      |

| Fecha 2      | Fecha 2   | Fecha 2          |
| Equipo Local | Resultado | Equipo Visitante |
| ------------ | --------- | ---------------- |
| LDU(Q)       | 4-1       | Barcelona        |
| Olmedo       | 0-1       | D. Cuenca        |
| El Nacional  | 5-1       | Aucas            |

| Fecha 3      | Fecha 3   | Fecha 3          |
| Equipo Local | Resultado | Equipo Visitante |
| ------------ | --------- | ---------------- |
| El Nacional  | 2-3       | LDU(Q)           |
| Barcelona    | 0-1       | Olmedo           |
| D.Cuenca     | 2-1       | Aucas            |

| Fecha 4      | Fecha 4   | Fecha 4          |
| Equipo Local | Resultado | Equipo Visitante |
| ------------ | --------- | ---------------- |
| Aucas        | 3-1       | LDU(Q)           |
| D. Cuenca    | 2-0       | Barcelona        |
| Olmedo       | 0-2       | El Nacional      |

| Fecha 5      | Fecha 5   | Fecha 5          |
| Equipo Local | Resultado | Equipo Visitante |
| ------------ | --------- | ---------------- |
| El Nacional  | 2-0       | D.Cuenca         |
| Barcelona    | 2-1       | Aucas            |
| LDU(Q)       | 5-1       | Olmedo           |

| Fecha 6      | Fecha 6   | Fecha 6          |
| Equipo Local | Resultado | Equipo Visitante |
| ------------ | --------- | ---------------- |
| D. Cuenca    | 2-1       | El Nacional      |
| Aucas        | 1-2       | Barcelona        |
| Olmedo       | 1-0       | LDU(Q)           |

| Fecha 7      | Fecha 7   | Fecha 7          |
| Equipo Local | Resultado | Equipo Visitante |
| ------------ | --------- | ---------------- |
| El Nacional  | 2-1       | Olmedo           |
| LDU(Q)       | 4-1       | Aucas            |
| Barcelona    | 0-1       | D. Cuenca        |

| Fecha 8      | Fecha 8   | Fecha 8          |
| Equipo Local | Resultado | Equipo Visitante |
| ------------ | --------- | ---------------- |
| Olmedo       | 1-1       | Barcelona        |
| Aucas        | 5-2       | D.Cuenca         |
| LDU(Q)       | 1-3       | El Nacional      |

| Fecha 9      | Fecha 9   | Fecha 9          |
| Equipo Local | Resultado | Equipo Visitante |
| ------------ | --------- | ---------------- |
| Barcelona    | 0-1       | LDU(Q)           |
| D.Cuenca     | 1-0       | Olmedo           |
| Aucas        | 1-4       | El Nacional      |

| Fecha 10        | Fecha 10  | Fecha 10         |
| Equipo Local    | Resultado | Equipo Visitante |
| --------------- | --------- | ---------------- |
| LDU(Q)          | 1-1       | D. Cuenca        |
| El Nacional (C) | 2-0       | Barcelona        |
| Olmedo          | 1-2       | Aucas            |

### Campeón
|                                 |
|                                 |
| Campeón El Nacional 12.º título |

## Goleadores
| Jugador               | Equipo           | Goles |
| --------------------- | ---------------- | ----- |
| Omar Guerra           | Aucas            | 17    |
| Félix Borja           | El Nacional      | 15    |
| Pablo Palacios        | Aucas            | 13    |
| Lenín de Jesús        | Espoli           | 11    |
| Walter Calderón       | Deportivo Cuenca | 9     |
| Gabriel García Reyes  | Liga de Quito    | 8     |
| Celso Cuero           | Olmedo           | 8     |
| Carlos Alberto Juárez | Deportivo Quito  | 8     |